# Équipe de France de rugby à XV en 1908
L'équipe de France de rugby à XV, en 1908, dispute deux matches.

## Déroulé

### Angleterre (0-19)
La commission technique de l'USFSA convoque 22 joueurs pour le premier match de l'année 1908 qui se déroule au stade du Matin à Colombes. Parmi ceux-ci, les deux Bordelais Dufourcq et Branlat préviennent par télégramme la veille du match vers 17 heures qu'ils ne pourront honorer leur convocation puisqu'ils ont manqué leur train au départ de Talais pour rejoindre la capitale. L'Auto-Vélo pointe cependant le fait que les deux Girondins n'ont pas fait l'effort de prendre les trains suivants, ayant « sans doute cédé aux sollicitations de quelques meilleurs conseilleurs » et donnant ainsi « un mauvais exemple d'indiscipline ».
Une nouvelle fois, les supporters locaux sont conscients du fossé qui les sépare des anglo-saxons en matière de « football rugby » et l'objectif est avant tout de faire bonne figure dans le jeu tout en limitant la casse en termes de points encaissés. Les journalistes sportifs sont frappés par la différence de gabarit entre des Anglais qui dégagent « une réelle impression de force et de puissance » et des Français « bien mesquins » et « manquant d'élégance » dans leur nouvelle tenue (maillot bleu, culotte blanche, bas rouges). Le thermomètre frôle les 0 °C et le terrain doit être déneigé par les employés du stade secondés par des spectateurs bénévoles emmenés par l'emblématique et énergique Charles Brennus.
L'équipe de France domine le début de partie mais est rapidement réduite à 14 puis 13 à cause des blessures de Mayssonnié (15e minute) et Sagot (40e+7), d'autant plus que les Anglais refusent que les sortants soient remplacés. Menés 6-0 à la mi-temps, les Bleus ne parviennent pas à rattraper leur retard mais « se défendent comme des lions - et des lions qui sauraient bien jouer au rugby ». Ils s'inclinent finalement sur le score de 19 à 0. Les trois-quarts sont particulièrement pointés du doigt par les observateurs en raison de leur lenteur et de plaquages non-maîtrisés.
Les deux équipes se rencontrent pour le traditionnel banquet d'après-match, qui se déroule au restaurant Champeaux situé au 13 place de la Bourse à Paris. À cette occasion et dans le cadre de l'Entente cordiale, de nombreux toast sont échangés, tant à la santé de du roi d'Angleterre qu'en l'honneur du président de la République française, puis les rugbymen Français reçoivent de nombreuses et chaleureuses marques d'encouragement de la part de leurs vainqueurs du soir.

### Pays de Galles (4-36)
Les joueurs sont convoqués à la gare du Nord pour un départ vers le Royaume-Uni à 14h15 le samedi 29 février 1908. Après une traversée en bateau mouvementée, le groupe fait escale à Londres le soir à 22h45 et loge au Hilton London Paddington. La délégation reprend la route le lendemain 1er mars pour arriver à Cardiff à 14h15 où elle est accueillie par le consul de France. Marc Giaccardy, joueur du Stade bordelais, fait quant à lui le déplacement de son côté depuis le Sud-Ouest à ses propres frais.
Le France affronte pour la première fois le pays de Galle qui est considéré comme la meilleure équipe du monde. Les Bleus ne se font guère d'illusion sur l'issue du match. Ils encaissent un essai dès la 2e minutes puis Reggie Gibbs enfonce le clou 8 minutes plus tard. L'équipe de France, impuissante, subit les vagues galloise et est largement distancée. Charles Vareilles sauve l'honneur avant la pause en marquant un drop qui rapporte 4 points. La France s'incline 36 à 4.

## Tableau des matchs
| Date            | Lieu                       | Adversaire     | Score | Type       | Équipe et marqueurs |
| --------------- | -------------------------- | -------------- | ----- | ---------- | ------------------- |
| 1erjanvier 1908 | Stade du Matin (Colombes)  | Angleterre     | 0-19  | Test match |                     |
| 2 mars 1908     | National Stadium (Cardiff) | Pays de Galles | 4-36  | Test match |                     |

## Statistiques individuelles

### Bilan par joueur
| Joueurs           | Club 1907-1908   | Pos.         | Sél. (cap.) | Pts. | Ess. | Tr. | Pén. | Dp. |
| ----------------- | ---------------- | ------------ | ----------- | ---- | ---- | --- | ---- | --- |
| Henri Isaac       | RC France        | Arrière      | 1           | -    | -    | -   | -    | -   |
| Combes            | Stade français   | Arrière      | 0           | -    | -    | -   | -    | -   |
| Émile Lesieur     | Stade français   | Trois-quarts | 2           | -    | -    | -   | -    | -   |
| Gaston Lane       | RC France        | Trois-quarts | 2           | -    | -    | -   | -    | -   |
| Paul Sagot        | Stade français   | Trois-quarts | 1           | -    | -    | -   | -    | -   |
| Charles Vareilles | Stade français   | Trois-quarts | 2           | 4    | -    | -   | -    | 1   |
| Augustin Pujol    | Stade toulousain | Trois-quarts | 0           | -    | -    | -   | -    | -   |
| Maurice Leuvielle | Stade bordelais  | Trois-quarts | 1           | -    | -    | -   | -    | -   |
| Albert Hubert     | ASF Paris        | Demi         | 2           | -    | -    | -   | -    | -   |
| Alfred Mayssonnié | Stade toulousain | Demi         | 2           | -    | -    | -   | -    | -   |
| Théodore Varvier  | RC France        | Demi         | 0           |      |      |     |      |     |
| Paul Mauriat      | FC Lyon          | Avant        | 2           | -    | -    | -   | -    | -   |
| Georges Borchard  | RC France        | Avant        | 1           | -    | -    | -   | -    | -   |
| Pierre Guillemin  | RC France        | Avant        | 2           | -    | -    | -   | -    | -   |
| Jacques Dufourcq  | Stade bordelais  | Avant        | 2           | -    | -    | -   | -    | -   |
| Albert Branlat    | Stade bordelais  | Avant        | 2           | -    | -    | -   | -    | -   |
| René Duval        | Stade français   | Avant        | 2           | -    | -    | -   | -    | -   |
| Henri Moure       | SCUF             | Avant        | 1           | -    | -    | -   | -    | -   |
| Marcel Communeau  | Stade français   | Avant        | 2 (2)       | -    | -    | -   | -    | -   |
| Charles Beaurin   | Stade français   | Avant        | 1           | -    | -    | -   | -    | -   |
| René de Malmann   | RC France        | Avant        | 2           | -    | -    | -   | -    | -   |
| Moussou           | Stade français   | Avant        | 0           | -    | -    | -   | -    | -   |
| Henri Martin      | Stade bordelais  | Arrière      | 1           | -    | -    | -   | -    | -   |
| Alphonse Massé    | Stade bordelais  | Avant        | 1           | -    | -    | -   | -    | -   |

### Temps de jeu des joueurs
| Joueurs           |    |    | Total |
| ----------------- | -- | -- | ----- |
| Henri Isaac       | 80 | -  |       |
| Combes            | R  | -  |       |
| Émile Lesieur     | 80 | 80 |       |
| Gaston Lane       | 80 | 80 |       |
| Paul Sagot        | 80 | -  |       |
| Charles Vareilles | 80 | 80 |       |
| Augustin Pujol    | R  | -  |       |
| Maurice Leuvielle | R  | 80 |       |
| Albert Hubert     | 80 | 80 |       |
| Alfred Mayssonnié | 80 | 80 |       |
| Théodore Varvier  | R  | -  |       |
| Paul Mauriat      | 80 | 80 |       |
| Georges Borchard  | 80 | -  |       |
| Pierre Guillemin  | 80 | 80 |       |
| Jacques Dufourcq  | R  | 80 |       |
| Albert Branlat    | R  | 80 |       |
| René Duval        | 80 | 80 |       |
| Henri Moure       | 80 | -  |       |
| Marcel Communeau  | 80 | 80 |       |
| Charles Beaurin   | 80 | -  |       |
| René de Malmann   | 80 | 80 |       |
| Moussou           | R  | -  |       |
| Henri Martin      | -  | 80 |       |
| Alphonse Massé    | -  | 80 |       |

### Meilleurs réalisateurs
| Rang | Joueur            | Poste  | Points | Essais | Transf. | Pén. | Drops |
| ---- | ----------------- | ------ | ------ | ------ | ------- | ---- | ----- |
| 1    | Charles Vareilles | Ailier | 4      | 0      | 0       | 0    | 1     |

### Meilleurs marqueurs
La France n'a inscrit aucun essai en 1908.

## Affluences
| Jour de match             | Compétition | Lieu                       | Domicile       | Extérieur  | Spectateurs | Recette | Référence |
| ------------------------- | ----------- | -------------------------- | -------------- | ---------- | ----------- | ------- | --------- |
| Mercredi 1er janvier 1908 | Test match  | Stade du Matin (Colombes)  | France         | Angleterre | 5 000       | 4 925 F | [ 2 ]     |
| Lundi 2 mars 1908         | Test match  | National Stadium (Cardiff) | Pays de Galles | France     | 20 000      | ?       | [ 5 ]     |